# Diastata cervinala
Diastata cervinala is een vliegensoort uit de familie van de Diastatidae. De wetenschappelijke naam van de soort is voor het eerst geldig gepubliceerd in 1987 door Chandler.